# Tindaya
Tindaya es una localidad del municipio de La Oliva en la isla de Fuerteventura, Canarias, España. Se sitúa a los pies de la montaña de Tindaya. En 2021 contaba con 675 habitantes.

## Situación
Tindaya se encuentra en medio de la llanura del Esquinzo a 19 km de la capital insular de Puerto del Rosario y unos 7 km de La Oliva. Es un caserío disperso en la falda del volcán del mismo nombre.

## Lugares de interés
El monumento más destacado del pueblo es la Ermita de Nuestra Señora de la Caridad un pequeño templo declarado Bien de interés Cultural.
La Montaña de Tindaya está declarado monumento natural por la importancia científica de su estructura geomorfológica, al tiempo que un punto de interés cultural por sus valores arqueológicos, especialmente por la abundancia de petroglifos podomorfos y el carácter sagrado que daban los majos, primeros pobladores prehispánicos de la isla. Cuenta además con la presencia de algún endemismo raro como la Caralluma burchardii, planta carnosas con apariencia de cactus.
A 3 km al sur del pueblo, en la base de la montaña Quemada se encuentra el monumento en homenaje a Miguel de Unamuno.